# Феррокарриль Оэсте
«Феррокарри́ль Оэ́сте» (исп. Club Ferro Carril Oeste) — аргентинский спортивный клуб, основанный 28 июня 1904 года благодаря 95 работникам железной дороги на окраине Буэнос-Айреса, которая называется Кабальито. В клубе культивируются футбол, баскетбол, волейбол (мужская и женская команды).

## История
После основания клуба рабочие железной дороги добились от своей компании выделения земли под строительство стадиона. К концу 1970-х годов клуб насчитывал более 45 тыс. членов.
С момента основания до декабря 1938 года клуб назывался Club Atlético del Ferrocarril Oeste de Buenos Aires («Атлетический клуб Западной железной дороги Буэнос-Айреса»), но это — официальная версия, поскольку есть и другая. Альтернативная версия — Club Atlético de los Empleados del Ferrocarril Oeste de Buenos Aires («Атлетический клуб служащих Западной железной дороги Буэнос-Айреса»).
В обоих случаях несомненно одно: название клуба было тесно связано с Buenos Aires Western Railway Co. Ltd. («Компания Западной железной дороги Буэнос-Айреса», Лимитед), английским предприятием, которое осуществляло железнодорожные перевозки в Аргентине с 1890 по 1947 год. В 1947 году железная дорога была национализирована.
С декабря 1938 года клуб носит своё нынешнее название Club Ferrocarril Oeste (изменение названия связано с тем, что в это время клуб стал независимым от компании).

### Футбол
В 1907 году клуб вошел в состав Второго дивизиона, и в 1912 году после победы в финальном матче над «Расингом» из Авельянеды, вышел в элиту. Вскоре «Расинг» стал одним из самых титулованных клубом любительской эпохи, а «Ферро» придётся ждать своего часа несколько десятилетий.
«Золотыми» для клуба стали 1980-е годы, когда под руководством тренера Карлоса Тимотео Григуоля и были завоеваны большинство имеющихся титулов. По состоянию на 2025 год команда выступает во Втором дивизионе чемпионата Аргентины (Примера B Насьональ).

## Стадион и символика
Стадион: Стадион Архитектора Рикардо Этчеверри, вместимость 24442 зрителей. Примечательно, что «Ферро» — единственный клуб (по крайней мере, из тех команд, которые были чемпионами Аргентины) у которого за всю более чем 100-летнюю историю был только один стадион. У стадиона есть прозвище — El Templo de Madera («Деревянный Храм»).
Цвета клуба периодически менялись: нынешнее сочетание зелёного с белым стало официальным только с 1909 года. С основания клуба до 1906 года — красно-белые, с 1906 по 1909 — как у английской «Астон Виллы» — гранатово-голубые.
У клуба достаточно много прозвищ: официально называют одно (наиболее распространенное) — El Verdolaga. Означает оно «зеленые» — по цвету команды.
Другие прозвища:
- «Ferro»: Сокращённый вариант названия. Обычно употребляется журналистами и болельщиками.
- «Oeste»: исключительно «географическое» прозвище — клуб расположен на западной окраине Буэнос-Айреса.
- «Tren Verde» («Зелёный Поезд»): смесь официальных цветов с компанией, благодаря которой клуб появился.

## Достижения
- Чемпионы Аргентины: 1982 (Насьональ), 1984 (Насьональ)
- Вице-чемпион Аргентины: 1981 (Насьональ), 1981 (Метрополитано), 1984 (Метрополитано)

«Ферро» принадлежат несколько примечательных рекордов в чемпионате Аргентины:
- В рамках чемпионата Метрополитано 1981 вратарь команды Карлос Барисио установил национальный рекорд по сухой серии в 1075 минут без пропущенных мячей — этот период уместил в себя 10 полных матчей без пропущенных мячей.
- Однако «Ферро» принадлежит и самая безголевая серия, но уже отличилось другое поколение футболистов — 875 минут без голов в конце Апертуры 1998 и в начале Клаусуры 1999 (серия затронула 2 чемпионата).
- Когда «Ферро» стал чемпионом Аргентины 1982 года (Насьональ), они не проиграли ни одной игры, это на тот момент был лишь второй случай в истории чемпионатов Аргентины после «Сан-Лоренсо». «Ривер Плейт» и «Бока Хуниорс» также добились подобных результатов в 1990-х.

«Классико Западного Буэнос-Айреса» проходит между «Ферро» и «Велес Сарсфилдом» — по географическому расположению команд.
Первые игры:
- Самый первый матч: 04.09.1904. — против «Флорес» — 0:3
- Первый официальный матч 21.08.1907 — против «Ривер Плейта» — 2:2
- Первый матч на профессиональном уровне: 31.05.1931 — против «Архентинос Хуниорс» — 2:0
- Первый международный матч: 16.03.1983 — против «Эстудиантес» из Ла-Платы в рамках Кубка Либертадорес — 0:0
- Первый международный матч против иностранной команды: 05.04.1983 — против «Коло-Коло» в Сантьяго-де-Чили — проигрыш 0:1

## Волейбол

### Мужчины
Команда образовалась в 1953, с 1960 — в Первом Дивизионе.
- Первый Дивизион: 1977, 1980, 1981, 1983, 1984, 1985
- Южноамериканский чемпионат: 1987, 1998

Известные игроки: Уго Конте, Вальдо Кантор, Эстебан Мартинес, Карлос Гетселевич, Даниэль Кастельяни.

### Женщины
Команда также образовалась в 1953 и дошла до первого дивизиона в 1957.
- Первый Дивизион: 1979, 1980, 1981, 1982, 1983, 1984, 1985, 1990

## Баскетбол
Сейчас мужская команда играет во Втором дивизионе (вылетели после сезона 2004). «Ферро» — 3-кратный чемпион Аргентины по баскетболу (1985, 1986 и 1989) и 3-кратный клубный чемпион Южной Америки (1981, 1982, 1987).
В 1980-х годах баскетбольный «Ферро» считался одной из сильнейших команд мира за пределами НБА, руководил им Леон Нахнудель, человек, многое сделавший для становления местной Лиги и приведший Аргентину к победе на летней Олимпиаде 2004 года в Афинах.
Известные игроки: Мигель Кортихо, Луис Ороньо, Себастьян Уранга, Хавьер Маретто, Диего Маджи, Даниэль Ареула, Орасио Лопес, Луис Скола.
Известные игроки из США: Берри, Терри, Винго, Амос, Томас.